# 默里鎮區 (阿肯色州牛頓縣)
默里鎮區（英語：Murray Township）是位於美國阿肯色州牛頓縣的一個行政鎮區。

## 地方資料
默里鎮區的面積為43.34平方千米，當中陸地面積為43.25平方千米，而水域面積為0.09平方千米。根據2010年美國人口普查的數據，當地共有人口172人，而人口密度為每平方千米3.97人。